# كايل كاربنتر
كايل كاربنتر (بالإنجليزية: Kyle Carpenter)‏ هو عسكري أمريكي، ولد في 17 أكتوبر 1989 في جاكسون في الولايات المتحدة.